# Klaviersonate fis-Moll op. 11

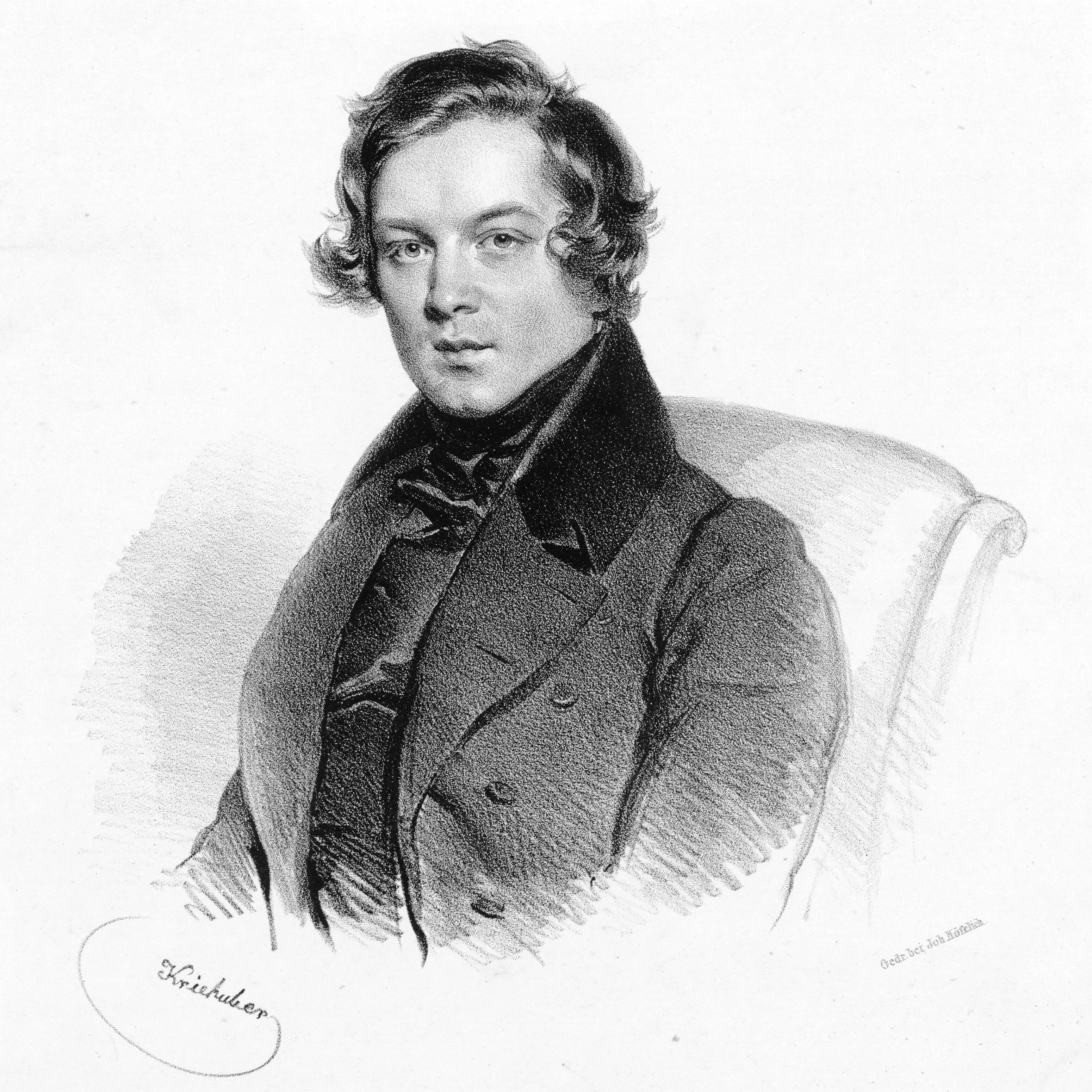
Robert Schumann, 1839

Die Klaviersonate Nr. 1 fis-Moll op. 11 von Robert Schumann wurde 1835 fertiggestellt und im Juni 1836 veröffentlicht. Die Widmung an Clara Wieck mit den Worten „Clara zugeeignet von Florestan und Eusebius“ deutet nicht nur auf einen biographischen Hintergrund, sondern auf ein dualistisches Schaffensprinzip in vielen Werken Schumanns, das sich in der gegensätzlichen Natur von Florestan und Eusebius äußert. Das Werk umfasst vier Sätze, die teilweise durch Motiv-Zitate miteinander verbunden sind.
Neben dieser neuartigen Verknüpfung überrascht das Werk durch eine weitere Innovation: Schumann kombinierte unterschiedliche Stilelemente in einem Werk, indem er die klassische Sonate mit Grundideen aus der Vorstellungswelt der Tanzmusik verband und bereits im ersten Satz einen „Fandangogedanken“ verarbeitete.
Das Werk kann als avantgardistische, romantisch-expressive Tondichtung betrachtet werden, die frei-assoziierende Elemente der Fantasie mit dem Sonatenkonzept verbindet und in der die gestalterische Arbeit am Themenmaterial zurücktritt.

## Beschreibung

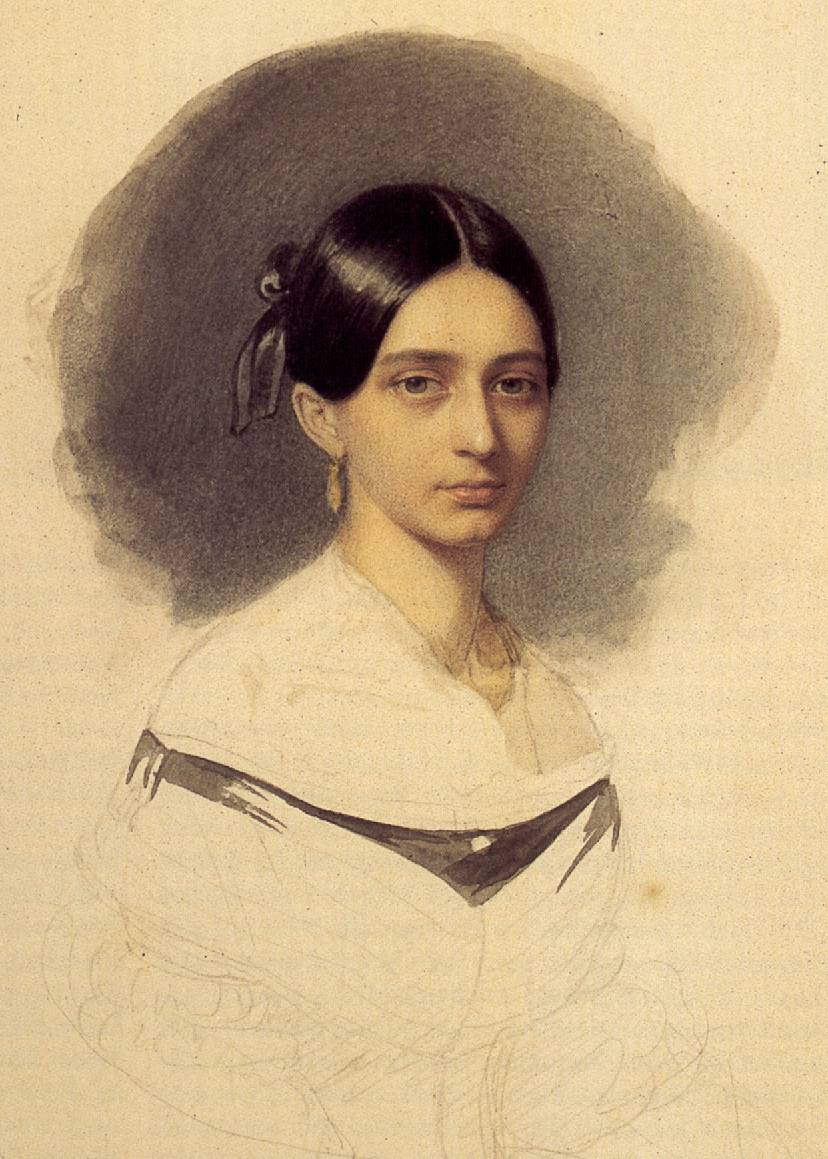
Clara Wieck, kurz vor ihrer Vermählung mit Robert Schumann

### 1. Satz: Un poco Adagio - Allegro vivace
Schumann leitet das Werk mit einer ausgedehnten Introduzione von 52 Takten ein. Diese ist dreiteilig. Im aufgewühlten Anfangs- und Schlussteil kann man den Charakter von Florestan erahnen, im Mittelteil den lyrisch-verträumten Eusebius.
Das punktierte auf- und absteigende Motiv ist zweiteilig und wird von einer gleichmäßigen Triolenfigur zunächst der linken, dann der rechten Hand begleitet. Der erste Teil bewegt sich in fis-Moll und erreicht bereits im Takt 13 einen spannungsvollen Höhepunkt. Im zweiten Teil übernimmt die rechte Hand die Begleitungsfigur und das in Bass-Oktaven gesetzte Thema erklingt nun in der Paralleltonart A-Dur. Das zweite Thema der Einleitung ist eine mit Takt 22 beginnende Kantilene in A-Dur, die thematisch auf den zweiten Satz hinweist.
Das folgende Allegro vivace steht im 2/4-Takt und wird durch ein rhythmisch markantes, den ganzen Satz prägendes, vorwärtstreibendes Thema beherrscht, das Schumann (in seinem Tagebuch) als „Fandangogedanken“ bezeichnete und das dem Satz das Gepräge des mit dem Bolero verwandten spanischen Tanzes gibt, wenn er bei Schumann auch ins Fiebrig-Nervöse, bis Ekstatische gesteigert wird.
Dieses unruhige („galoppierende“) Motiv wird seinerseits von einem energetischen Rhythmus dreifach repetierender Quinten eingeleitet, den er dem vierten Stück aus den Quatre piéces caractéristiques op. 5 von Clara Wieck entnahm und mit dem aufsteigenden Fandangothema verknüpfte. Diese in unterschiedlichen Lagen des Klaviers wiederholte energiegeladene Themengruppe beherrscht die Exposition bis zu einem leidenschaftlichen, rhythmisch verwandten Seitenthemenbereich in es-Moll ab Takt 107, das von einer rondoartigen Wiederholung des ersten Themas (piu lento) – noch immer in es-Moll – ab Takt 123 abgelöst wird. Nach einer energischen Wiederholung in A-Dur führt eine Überleitung endlich das zweite Thema in A-Dur ab Takt 146 ein, eine schlichte, absteigende Melodie, die sich weiter vorantastet und deren zweiter, in Oktaven und Akkorden gesetzter Teil zunächst an das zweite Thema der Einleitung in derselben Tonart erinnert und in einer innigen Ritardando-Bewegung ausklingt, an deren Ende das Motiv Claras im Bass ertönt.
Die Durchführung ab Takt 176 setzt sich aus zwei gegensätzlichen Elementen zusammen: Einem Modulationsteil, der aus dem Haupt- und dem leidenschaftlichen Seitenthema gebildet ist, steht eine mit Takt 268 einsetzende Scheinreprise gegenüber. Von magischer Wirkung ist an dieser Stelle das Zitat des düsteren Einleitungsthemas im Bass, das von einer gleichmäßigen Sechzehntelbewegung begleitet wird.

### 2. Satz: Senza passione, ma espressivo
Gegenüber den komplexen und ausladenden Rahmensätzen sind die Binnensätze einfach gebaut.
Die Melodie des zweiten Satzes in A-Dur wiederholt das zweite, lyrische (Eusebius-)Thema der Introduktion, das sich über einer gleichmäßig akkordischen Begleitfigur erhebt. Die eindringliche Aria erinnert zudem an Schumanns frühe Lieder An Anna nach Gedichten von Justinus Kerner, die postum veröffentlicht wurden. Vor allem das vierte („Lange harrt' ich, aber endlich breiten / Auseinander sich des Fensters Flügel“), aber auch das dritte Lied sind wiederzuerkennen. Der kurze Satz mit seiner schlichten, dreiteiligen Liedform umfasst lediglich 45 Takte und wird mehrfach von einem düsteren, an die Einleitung erinnernden Quintfall-Motiv durchzogen. Im F-Dur-Mittelteil ab Takt 16 erklingt eine innige Melodie im Bass, die von Sechzehntelfiguren der rechten Hand begleitet wird.

### 3. Satz: Scherzo e Intermezzo
Im bewegten dritten Satz in fis-Moll nähert sich Schumann der Tanzsphäre, wie sie in den Papillons und dem Carnaval gegenwärtig ist, am deutlichsten.
Die Tanz-Stimmung wird bereits mit dem Seitensatz (Più Allegro) ab Takt 51 ausgelassener und erfährt durch einen polonaisenartigen Mittelsatz (Intermezzo) in D-Dur ab Takt 147 eine weitere Steigerung. Den verspielten Charakter der von Sprüngen und punktierten Rhythmen überladenen Musik unterstreicht Schumann durch die Vortragsbezeichnungen und Überschriften wie scherzando, ad libitum scherzando und alle burla, ma pomposo zusätzlich. Ein parodistischer Zug des Satzes ist ebenfalls nicht zu übersehen, indem Schumann mit dem ad libitum scherzando vorzutragenden Secco-Rezitativ in Takt 167 auf die Opera buffa anspielt.

### 4. Satz: Allegro un poco maestoso
Das äußerst lange Finale ist ein Sonatenrondo, das mit seinen stürmischen Einleitungsakkorden, den vertrackten Rhythmen und Verästelungen an eine Improvisation erinnert und daneben Episoden lyrischer Liedmelodik aufweist. Schumann verzichtet auf eine Durchführung und variiert die Exposition, der eine virtuose Coda folgt, die das Stück in Fis-Dur ausklingen lässt.

## Hintergrund
Neben den Drei Klaviersonaten für die Jugend op. 118 von 1853 komponierte Schumann drei große Klaviersonaten, die in einer eigentümlichen Reihenfolge entstanden und veröffentlicht wurden. 1833 nahm er die Arbeit an zwei Sonaten in fis-Moll und g-Moll auf und kündigte beide Werke am 8. April 1836 an. Dennoch erschien die g-Moll-Sonate op. 22 erst über drei Jahre später im September 1839. Die dritte Sonate in f-Moll op. 14 komponierte er 1836 und veröffentlichte sie im September desselben Jahres (an zweiter Stelle) unter dem Titel „Concert sans Orchestre“.
Mit seinen Sonaten ist die Fantasie C-Dur inhaltlich und formal verbunden. Das Werk trug zwischenzeitlich den Titel „Große Sonate von Florestan und Eusebius“, wurde kurz nach Vollendung der f-Moll-Sonate komponiert und gehört neben den Kreisleriana zu seinen bedeutendsten Klavierkompositionen.

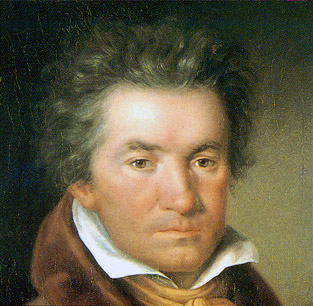
Beethoven im Jahr 1815, Detail aus einem Gemälde von Willibrord Joseph Mähler

Bereits um 1810, als Ludwig van Beethoven noch seine großen Klaviersonaten schrieb, wurde ein nachlassendes Interesse an dieser Gattung festgestellt. Auch hatten sich zahlreiche Virtuosen aus der Schule Muzio Clementis wie John Field oder Daniel Steibelt anderen Formen zugewandt. Diese Entwicklung hinderte Schumann nicht daran, sich über zwanzig Jahre später, zwischen 1833 und 1839, mit ebendieser Kompositionsform zu beschäftigen, die ihm allerdings selbst problematisch und gewissermaßen überholt erschien.
Einerseits würde sie, so sein Vorwurf, von zeitgenössischen Komponisten als „Formstudien“ angesehen, mit denen man sich „bei der höheren Kritik...gefällig machen“ könne, andererseits erschien gerade sie als das Genre, das den Davidsbündlern entgegenkam. So „schreibe man Sonaten oder Phantasien (was liegt am Namen!), nur vergesse man dabei die Musik nicht, und das andere erfleht von eurem guten Genius.“
Die lange Entstehungszeit der Sonaten hat unterschiedliche Ursachen. Zum hohen Anspruch, der mit der traditionsreichen Gattung zusammenhing, gesellte sich ein persönlicher Erwartungsdruck. Schumann war dem Publikum bislang eher als Komponist kürzerer, origineller poetischer Klavierstücke und Tanzzyklen aufgefallen, ließ sich mit der neuen Herausforderung somit Zeit und beabsichtigte zudem, die Rezeption nicht dem Zufall zu überlassen. So bat er Ignaz Moscheles, eine Rezension in der Neuen Zeitschrift für Musik zu verfassen. Der anerkannte Pianist, Freund und Bewunderer Beethovens, unterstützte Schumann mit einer Abhandlung, die am 25. Oktober 1836 in der Zeitschrift erschien.
Schumann, der neben Chopin und Franz Liszt zum Dreigestirn romantischer Klaviermusik gehört, stand gerade in dieser Zeit unter hoher seelischer Belastung, was sich in vielen Briefen an Clara widerspiegelt. Kurz zuvor noch mit Ernestine von Fricken verlobt, musste er bald erkennen, dass die Gefühle für die begabte Tochter seines Klavierlehrers Friedrich Wieck stärker waren. Wieck aber lehnte die Beziehung ab und ging so weit, Clara einen Brief zu diktieren, mit dem sie die ihr gewidmete Sonate an Schumann zurückschickte.
Die Widmung an „Clara...von Florestan und Eusebius“ zeigt auch die seelische Ambivalenz Schumanns, das kompositorisch fruchtbare Schwanken zwischen dem ungestüm-leidenschaftlichen Florestan und dem bedächtig-lyrisch gestimmten Eusebius. Die Figuren selbst sind zwei literarischen Charakteren nachempfunden, den Brüdern aus Jean Pauls Flegeljahren, ein Werk, das Schumann sehr beeindruckte.

## Einspielungen (Auswahl)
- Paul Badura-Skoda (Westminster; 1951)

- Imogen Cooper (Chandros; 2014)

- Emil Gilels, Moskauer Recital, 1961 (Melodiya, Naxos)
- Bernd Glemser, 1997 (Naxos)

- Hélène Grimaud (Denon; 1987)

- Angela Hewitt, 2007 (Hyperion Records)
- Jewgeni Kissin (RCA Red Seal; 2002)
- Elisabeth Leonskaja (Teldec; 1988)
- Maurizio Pollini (Deutsche Grammophon; 1973)
- András Schiff, 2010 (ECM)